# مجاهد (اسم)
مجاهد هو اسم علم مذكر من أصل عربي، ومعناه هو من الفعل جاهد، والمجاهد المحارب في سبيل الله، محارب الكفار، مؤنثه مجاهدة.

## شخصيات تحمل الاسم
- مجاهد أبوشوارب (سياسي يمني، 1939 – 17 نوفمبر 2004)
- مجاهد العامري (960 – 1044)
- مجاهد القهالي (سياسي)
- مجاهد المنيع (لاعب كرة قدم سعودي، 15 يناير 1996[3] – )
- مجاهد بن جبر (أحد أبرز وأشهر العلماء التابعين، إمام المفسرين والمحدثين و الفقهاء وعلم القراءة، 642 – 722)
- مجاهد حسن غالب (1925 – 16 مارس 1995)
- مجاهد عبد الله (لاعب كرة قدم قطري، 15 يناير 1996 – )
- مجاهد يحيى أبو شوارب (3 أبريل 1939 – 2004)

## وصلات خارجية
- موسوعة السلطان قابوس لأسماء العرب